# Элмхерст (Куинс)
Элмхерст (англ. Elmhurst) (ранее Ньютаун) — район (нейборхуд) боро Куинс в Нью-Йорке. Элмхерст ограничен авеню Рузвельта на севере, скоростной автомагистралью Interstate 495 на юге, Джанкшен бульваром на востоке и Нью-Йоркской соединительной железной дорогой на западе.
Элмхерст находится в ведении 4-м Общественного совета Квинса. Район патрулируется сотрудниками 110-го участка полицейского департамента Нью-Йорка. Политически Элмхерст в Городскойм совете Нью-Йорка представлен 25-м округом Нью-Йорка и небольшими частями 21-го, 24-го и 29-го районов.

## История
Деревня, первоначально названная Миддлбург (англ. Middleburgh), была основана в 1652 году английскими пуританами, примерно в 11 километрах от Нового Амстердама. Когда британцы вступили во владение Новыми Нидерландами в 1664 году, они переименовали локацию в Нью Таун (англ. New Town), которая в конечном итоге стала называться одним словом — Ньютаун (англ. Newtown). Поселение оставалось сельской общиной до конца 1890-х годов, когда было переименовано в Элмхерст и стало частью Большого Нью-Йорка.
В начале XX века Элмхерст получил сильный импульс в развитии строительства жилых и коммерческих сооружений. Район привлёк много иммигрантов в конце прошлого века.

## Демография
По данным 2022 года, население Элмхерста составляло 160 534 человека, увеличившись на 72 107 человек по сравнению с 88 427 местными жителями по переписи 2010 года. На 2024 год численность населения оценивалась в 168 616 человек, уменьшившись с пика в 175 166 человек в период COVID-19.
Площадь Элмхерста 3,036 км², в районе плотность населения к 2010—2015 гг. была 29 100 человек на км².
Большинство жителей района — люди среднего возраста и молодежь: 17 % — жители в возрасте до 17 лет, 39 % — в возрасте от 25 до 44 лет и 24 % — в возрасте от 45 до 64 лет.
По данным 2022 года средний доход домашних хозяйств составлял 66 480 долларов. 17,9 % жителей Элмхерста находились за чертой бедности.
Расовый состав
- Белые — 6,7 %
- Афроамериканцы — 8,1 %
- Коренные американцы — 0,2 %
- Азиаты — 33,8 %
- Латиноамериканцы — 49,6 %
- Две и более расы — 1,6 %
- Прочие расы — 0,5 %

Испаноязычные жители и латиноамериканцы составляют 49,6 % населения нейборхуда.

Внутри популяции латиноамериканцев Элмхерста, 20,4 % представлены: 9,8 % эквадорцами; 7,2 % колумбийцами; 1,8 % перуанцами; 0,4 % аргентинцами; 0,4 % боливийцами; 0,2 % чилийцами; 0,2 % венесуэльцами.

11,6 % латиноамериканцев нейборхуда — это мексиканцы; 3,1 % доминиканцы; 1,8 % пуэрториканцы. 1,5 % составляют выходцы из Центральной Америки: 0,5 % сальвадорцев; 0,4 % гватемальцев; 0,3 % гондурасцев. 0,7 % жителей Элмхерста — кубинцы.